# Уэда (город)
Уэ́да (яп. 上田市 Уэда-си) — город в Японии, находящийся в префектуре Нагано. Площадь города составляет 552,00 км², население — 156 861 человек (1 августа 2014), плотность населения — 284,17 чел./км².

## Географическое положение
Город расположен на острове Хонсю в префектуре Нагано региона Тюбу. С ним граничат города Томи, Мацумото, Судзака, Нагано, Тикума, посёлки Нагава, Сакаки, Татесина и сёла Аоки, Тикухоку, Цумагои.

## Население
Население города составляет 156 861 человек (1 августа 2014), а плотность — 284,17 чел./км². Изменение численности населения с 1980 по 2005 годы:
| 1980 | 151 804 чел. |  |
| 1985 | 157 123 чел. |  |
| 1990 | 160 259 чел. |  |
| 1995 | 164 207 чел. |  |
| 2000 | 166 568 чел. |  |
| 2005 | 163 651 чел. |  |

## Символика
Деревом города считается тис остроконечный, цветком — рододендрон.

## Прочее
- Побратимом Уэды является город Брумфилд (США)[6].